# ابراهیم کجی
ابومسلم، ابراهیم کَجّی (۸۱۵–۹۰۴م) (نسب: ابراهیم بن عبدالله بن مسلم، کَجی بصری) حافظ و محدث عراقی خوزستانی‌اصل در سدهٔ سوم هجری بود. نسبتش به کج، در خوزستان است و خود زاده بصره بود. السُنَن را نگاشت. در بغداد درگذشت و در بصره دفن شد.